# Isodontia apicalis
Isodontia apicalis är en biart som först beskrevs av Frederick Smith 1856.
Isodontia apicalis ingår i släktet Isodontia och familjen grävsteklar. Inga underarter finns listade i Catalogue of Life.